# Eleccions generals espanyoles de 2008

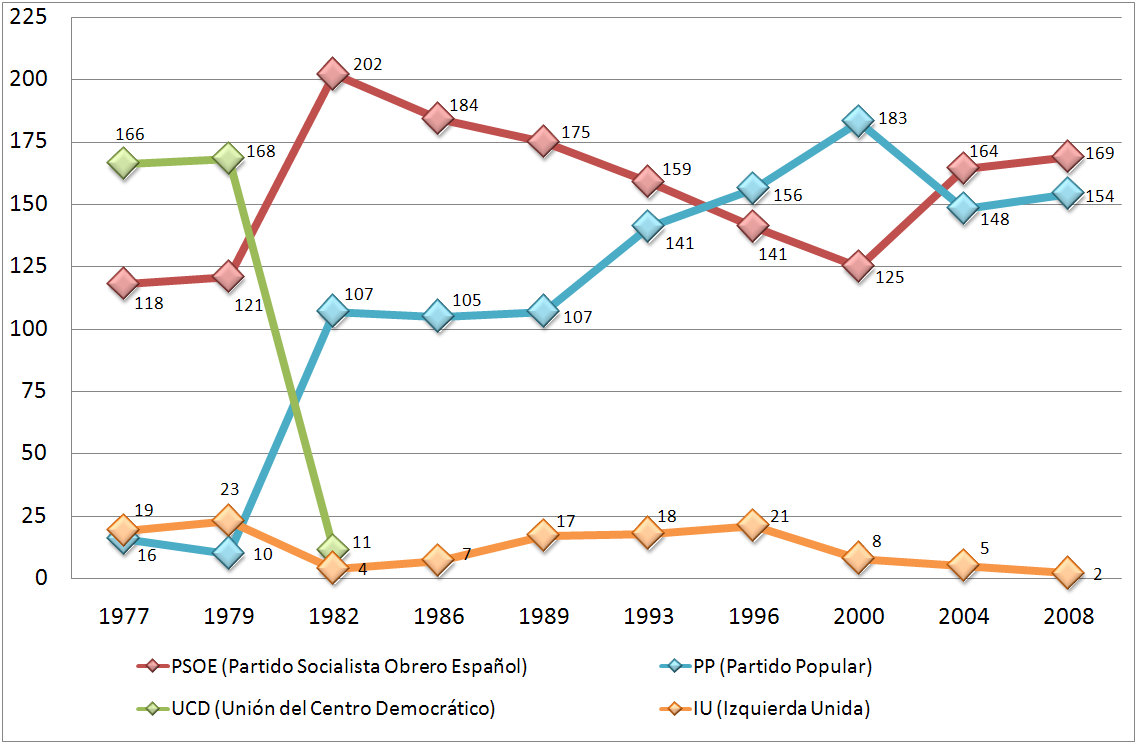
Històric del nombre d'escons del PSOE, PP, IU i UCD durant la democràcia (1977-2008).

Les eleccions generals espanyoles del 9 de març del 2008 van suposar la revàlida de José Luis Rodríguez Zapatero com a president d'Espanya.
El partit socialista va guanyar les eleccion aconseguint 169 escons, lluny de la majoria absoluta, i el Partit Popular n'obté 153. José Luis Rodríguez Zapatero va formar govern per segona vegada amb un Govern en minoria depenent dels pactes per tirar endavant els projectes i les lleis.

## Candidats

### Principals aspirants a presidència del govern
- Mariano Rajoy Brey, president del Partit Popular i successor de José María Aznar López
- José Luís Rodríguez Zapatero, secretari general de Partit Socialista Obrer Espanyol

### Altres candidats amb representació parlamentària
- Gaspar Llamazares, president d'Izquierda Unida
- Josep Antoni Duran i Lleida, secretari general de Convergència i Unió i president d'Unió Democràtica de Catalunya
- Joan Ridao i Martín, secretari general d'Esquerra Republicana de Catalunya.

## Sondejos

### Sondejos del CIS
|              | PSOE  | Partit Popular | IU   | CiU  | ERC  | PNB  | Altres | En blanc |
| ------------ | ----- | -------------- | ---- | ---- | ---- | ---- | ------ | -------- |
| Abril 2004   | 45,8% | 35,4%          | 4,9% | 2,7% | 2,3% | 1,3% | 6,5%   | 1,1%     |
| Juliol 2004  | 44,0% | 36,8%          | 5,0% | 2,8% | 2,6% | 1,5% | 6,0%   | 1,3%     |
| Octubre 2004 | 42,1% | 36,1%          | 5,5% | 3,3% | 2,0% | 1,7% | 7,6%   | 1,7%     |
| Gener 2005   | 42,4% | 35,7%          | 5,4% | 2,9% | 2,3% | 1,5% | 7,6%   | 2,2%     |
| Abril 2005   | 41,2% | 36,6%          | 5,2% | 3,1% | 2,1% | 1,6% | 8,0%   | 2,2%     |
| Juliol 2005  | 41,9% | 36,4%          | 5,1% | 3,2% | 2,3% | 1,8% | 6,8%   | 2,5%     |
| Octubre 2005 | 39,7% | 37,7%          | 4,8% | 3,4% | 2,4% | 1,5% | 7,7%   | 2,8%     |
| Gener 2006   | 39,6% | 38,0%          | 4,9% | 3,6% | 2,4% | 1,5% | 7,5%   | 2,5%     |
| Abril 2006   | 40,3% | 38,2%          | 5,4% | 2,9% | 2,0% | 1,4% | 7,5%   | 2,3%     |
| Juliol 2006  | 40,6% | 36,9%          | 5,0% | 3,2% | 2,1% | 1,4% | 8,0%   | 2,8%     |
| Octubre 2006 | 39,3% | 37,9%          | 5,1% | 3,1% | 2,8% | 1,7% | 6,8%   | 3,4%     |
| Gener 2007   | 38,8% | 37,6%          | 6,5% | 3,2% | 2,0% | 1,4% | 7,6%   | 2,9%     |
| Abril 2007   | 39,6% | 36,6%          | 5,6% | 3,0% | 2,4% | 1,6% | 7,6%   | 3,6%     |
| Juliol 2007  | 40,5% | 37,0%          | 6,1% | 2,9% | 1,9% | 1,5% | 7,7%   | 2,4%     |
| Octubre 2007 | 39,7% | 37,4%          | 5,5% | 3,1% | 2,1% | 1,5% | 8,3%   | 2,4%     |

### Sondejos dels mitjans de comunicació
|                                                    | PSOE  | PP    | IU   | CiU  | ERC  | PNV  | UPyD | Altres | En blanc |
| -------------------------------------------------- | ----- | ----- | ---- | ---- | ---- | ---- | ---- | ------ | -------- |
| ABC Octubre 2007                                   | 41,2% | 39,3% | 4,5% | 2,5% | 2,1% | 1,1% | —    | 6,1%   | 1,1%     |
| La Vanguardia Octubre 2007                         | 42,3% | 39,6% | 5,7% | 2,5% | 1,6% | 1,1% | —    | 6,0%   | 1,1%     |
| Antena 3 TNS Demoscopia October 2007               | 40,6% | 39,5% | 5,2% | 3,2% | 2,3% | 1,4% | 0,9% | 6,0%   | 1,1%     |
| El Mundo Sigma 2 Novembre 2007                     | 42,2% | 39,1% | 4,8% | 3,0% | 2,2% | 1,3% | —    | 7,4%   | 1,1%     |
| CadenaSer Institute Opina Novembre 2007            | 44,5% | 38,0% | 4,0% | 3,0% | 1,9% | 1,4% | —    | 7,2%   | —        |
| Antena 3 TNS Demoscopia Novembre 2007              | 41,4% | 39,0% | 5,5% | 2,7% | 2,3% | 1,5% | 0,8% | 6,0%   | 1,1%     |
| CadenaSer Institute Opina Novembre 2007 (2nd week) | 45%   | 38,0% | 4,0% | 3,2% | 1,7% | 1,9% | —    | 6,2%   | —        |
| Periódico Publico Novembre 2007                    | 42,5% | 37,4% | 5,2% | 2,8% | 2,0% | 1,5% | —    | 8,6%   | —        |
| Revista Temas                                      | 40,7% | 38,4% | 5,3% | 3,3% | 2,0% | 1,7% | —    | 8,5%   | -        |
| Antena 3 TNS Demoscopia Desembre 2007              | 42,0% | 38,2% | 5,5% | 3,2% | 1,9% | 1,4% | 1,0% | 6,0%   | 1,1%     |
| Ipsos Expansion Desembre 2007                      | 41,3% | 38,0% | 5,3% | 3,2% | 2,1% | 1,5% | 1,3% | 6,0%   | 1,1%     |

## Resultats
Els resultats definitius de la jornada foren els següents:
| Eleccions generals espanyoles, 9 de març de 2008      |            |       |       |        |        |      |
| Partit                                                | Vots       | %     | Dif.  | Escons | % Esc. | Dif. |
| Partido Socialista Obrero Español (PSOE)              | 11.288.698 | 43,87 | +1,28 | 169    | 48,29  | +5   |
| Partido Popular (PP)                                  | 10.277.809 | 39,94 | +2,22 | 154    | 44,00  | +6   |
| Convergència i Unió (CiU)                             | 779.425    | 3,03  | -0,20 | 10     | 2,86   | =    |
| Partit Nacionalista Basc (EAJ/PNV)                    | 306.128    | 1,19  | -0,44 | 6      | 1,71   | -1   |
| Esquerra Republicana de Catalunya (ERC)               | 298.139    | 1,16  | -1,36 | 3      | 0,86   | -5   |
| Izquierda Unida (IU)                                  | 969.871    | 3,77  | -1,19 | 2      | 0,57   | -3   |
| Bloque Nacionalista Galego (BNG)                      | 212.543    | 0,83  | +0,02 | 2      | 0,57   | =    |
| Coalición Canaria-Partit Nacionalista Canari (CC-PNC) | 174.629    | 0,68  | -0,23 | 2      | 0,57   | -1   |
| Unió, Progrés i Democràcia (UPyD)                     | 306.078    | 1,19  | n/a   | 1      | 0,29   | +1   |
| Nafarroa Bai (Na-Bai)                                 | 62.398     | 0,24  | =     | 1      | 0,29   | =    |
| Coalición Andalucista                                 | 68.679     | 0,27  | -0,54 | 0      | 0,00   | =    |
| Eusko Alkartasuna (EA)                                | 50.371     | 0,20  | -0,12 | 0      | 0,00   | -1   |
| Ciutadans - Partit de la Ciutadania                   | 46.313     | 0,18  | n/a   | 0      | 0,00   | n/a  |
| Partit Antitaurí Contra el Maltractament Animal       | 44.795     | 0,18  | n/a   | 0      | 0,00   | n/a  |
| Los Verdes                                            | 41.523     | 0,16  | 0,13  | 0      | 0,00   | =    |
| Partit Aragonès                                       | 40.054     | 0,16  | 0,01  | 0      | 0,00   | =    |
| Chunta Aragonesista                                   | 38.202     | 0,15  | -0,22 | 0      | 0,00   | -1   |
| Nueva Canarias-Centro Canario                         | 38.024     | 0,15  | n/a   | 0      | 0,00   | n/a  |
| Los Verdes-Grupo Verde                                | 30.840     | 0,12  | 0,07  | 0      | 0,00   | =    |
| Aralar                                                | 29.989     | 0,12  | -0,03 | 0      | 0,00   | =    |
| BLOC-Iniciativa-Verds                                 | 29.760     | 0,12  | n/a   | 0      | 0,00   | n/a  |
| Unitat per les Illes                                  | 25.454     | 0,09  | n/a   | 0      | 0,00   | n/a  |
| Por un Mundo Más Justo (PUM+J)                        | 23.324     | 0,09  | n/a   | 0      | 0,00   | n/a  |
| Los Verdes de Europa                                  | 20.419     | 0,08  | n/a   | 0      | 0,00   | n/a  |
| Partit Social Demòcrata                               | 20.126     | 0,08  | n/a   | 0      | 0,00   | n/a  |
| Partit Comunista dels Pobles d'Espanya                | 20.030     | 0,08  | 0,03  | 0      | 0,00   | =    |
| Ciudadanos en Blanco                                  | 14.193     | 0,06  | -0,10 | 0      | 0,00   | =    |
| Falange Española y de las JONS                        | 14.023     | 0,05  | 0,01  | 0      | 0,00   | =    |
| Democracia Nacional                                   | 12.911     | 0,05  | -0,01 | 0      | 0,00   | =    |
| Els Verds - L'alternativa ecologista                  | 12.561     | 0,05  | -0,07 | 0      | 0,00   | =    |
| Partido Familia y Vida                                | 9.882      | 0,04  | -0,03 | 0      | 0,00   | =    |
| Partido Humanista                                     | 9.056      | 0,04  | -0,05 | 0      | 0,00   | =    |
| Partido de Almería                                    | 8.451      | 0,03  |       |        |        |      |
| Els Verds                                             | 7.824      | 0,03  |       |        |        |      |
| Representación Cannabica Navarra                      | 7.769      | 0,03  |       |        |        |      |
| España 2000                                           | 7.543      | 0,03  |       |        |        |      |
| Partit Obrer Socialista Internacionalista             | 7.386      | 0,03  |       |        |        |      |
| Alternativa Española                                  | 7.300      | 0,03  |       |        |        |      |
| Partit Republicà Català                               | 6.746      | 0,03  |       |        |        |      |
| Coalició Valenciana                                   | 5.424      | 0,02  |       |        |        |      |
| Escons Insubmissos                                    | 5.035      | 0,02  |       |        |        |      |
| Tierra Comunera                                       | 4.796      | 0,02  |       |        |        |      |
| Falange Auténtica                                     | 4.607      | 0,02  |       |        |        |      |
| Unión del Pueblo Leonés                               | 4.509      | 0,02  |       |        |        |      |
| Solidaridad y Autogestión Internacionalista           | 3.885      | 0,02  |       |        |        |      |
| Alternativa Motor y Deportes                          | 3.829      | 0,01  |       |        |        |      |
| Partido de los Pensionistas en Acción                 | 3.050      | 0,01  |       |        |        |      |
| Alianza Nacional                                      | 2.938      | 0,01  |       |        |        |      |
| Izquierda Republicana                                 | 2.899      | 0,01  | -0,05 | 0      | 0,00   | =    |
| Partido Riojano                                       | 2.837      | 0,01  |       |        |        |      |
| Alternativa en Blanco                                 | 2.460      | 0,01  |       |        |        |      |
| Extremadura Unida                                     | 2.346      | 0,01  |       |        |        |      |
| Els Verds - Alternativa Verda                         | 2.028      | 0,01  |       |        |        |      |
| Partido Carlista                                      | 1.956      | 0,01  |       |        |        |      |
| Partit per Catalunya                                  | 1.919      | 0,01  |       |        |        |      |
| Partido de los No-Fumadores                           | 1.616      | 0,01  |       |        |        |      |
| Unión por Leganés                                     | 1.566      | 0,01  |       |        |        |      |
| Frente Español                                        | 1.539      | 0,01  |       |        |        |      |
| Centro Democrático Liberal                            | 1.503      | 0,01  |       |        |        |      |
| Opció Nacionalista Valenciana                         | 1.490      | 0,01  |       |        |        |      |
| Centro Democrático y Social (CDS)                     | 1.362      | 0,01  |       |        |        |      |
| Andecha Astur                                         | 1.299      | 0,01  |       |        |        |      |
| Partido Regionalista del País Leonés (PREPAL)         | 1.278      | 0,00  |       |        |        |      |
| Centro Democrático Español                            | 1.047      | 0,00  |       |        |        |      |
| Alternativa Nacionalista Canaria                      | 1.017      | 0,00  |       |        |        |      |
| Partido de las Libertades Civiles                     | 888        | 0,00  |       |        |        |      |
| Unidá                                                 | 848        | 0,00  |       |        |        |      |
| Lucha Internacionalista                               | 722        | 0,00  |       |        |        |      |
| Unidad del Pueblo                                     | 699        | 0,00  |       |        |        |      |
| Per la República Valenciana                           | 645        | 0,00  |       |        |        |      |
| Partido Centristas                                    | 509        | 0,00  |       |        |        |      |
| Movimiento por la Unidad del Pueblo Canario           | 497        | 0,00  |       |        |        |      |
| Partido Ciudadanos Unidos de Aragón                   | 475        | 0,00  |       |        |        |      |
| UCPIC                                                 | 464        | 0,00  |       |        |        |      |
| Identitat Regne de Valencia                           | 449        | 0,00  |       |        |        |      |
| Unidad Regionalista de Castilla y León                | 423        | 0,00  |       |        |        |      |
| Unidad Castellana                                     | 198        | 0,00  |       |        |        |      |

## Diputats

### Catalunya

#### Barcelona
Resultats de les eleccions del Congrés dels Diputats a Barcelona
| Partits                                                                  | Vots      | %     | Escons | Diputats |
| ------------------------------------------------------------------------ | --------- | ----- | ------ | --- |
| Partit dels Socialistes de Catalunya (PSC)                               | 1.309.171 | 47,49 | 16     | Carme Chacón i Piqueras, Joan Clos i Matheu (substituït per Meritxell Cabezón Arbat des de 18 de juliol de 2008), David Vegara i Figueras (substituït per Román Ruiz Llamas des del 22 d'abril de 2008), Elisenda Malaret i Garcia (substituïda per Sixte Moral i Reixach des de l'1 de juliol de 2008), Daniel Fernández i González, Montserrat Colldeforns i Sol, Manuel Mas i Estela, Lourdes Muñoz i Santamaria, Isabel López i Chamosa, Jordi Pedret i Grenzner, Meritxell Batet i Lamanya, Esperança Esteve i Ortega, Joan Canongia i Gerona, Juan Carlos Corcuera Plaza, Dolors Puig i Gasol, José Vicente Muñoz Gómez |
| Convergència i Unió (CiU)                                                | 547.993   | 19,88 | 6      | Josep Antoni Duran i Lleida, Pere Macias i Arau, Mercè Pigem i Palmés, Carles Campuzano i Canadès, Inmaculada Riera i Reñé, Josep Sánchez i Llibre |
| Partit Popular de Catalunya (PP)                                         | 470.677   | 17,07 | 6      | Dolors Nadal i Aymerich, Jorge Fernández Díaz, Jorge Moragas Sánchez, José Luis Ayllón Manso, Dolors Montserrat i Montserrat, Antonio Gallego Burgos |
| Esquerra Republicana de Catalunya (ESQUERRA)                             | 184.558   | 6,70  | 2      | Joan Ridao i Martín, Joan Tardà i Coma |
| Iniciativa per Catalunya Verds - Esquerra Unida i Alternativa (ICV-EUiA) | 155.674   | 5,65  | 1      | Joan Herrera i Torres |
| Altres                                                                   | 88.483    | 3,22  | 0      | |
| Total                                                                    | 2.812.062 | 70,7  | 31     | |

#### Girona
Resultats de les eleccions del Congrés dels Diputats a Girona
| Partits                                                                  | Vots    | %     | Escons | Diputats                                                              |
| ------------------------------------------------------------------------ | ------- | ----- | ------ | --------------------------------------------------------------------- |
| Partit dels Socialistes de Catalunya (PSC)                               | 131.994 | 40,22 | 3      | Montserrat Palma i Muñoz, Àlex Sáez i Jubero, Juli Fernández i Iruela |
| Convergència i Unió (CiU)                                                | 90.836  | 27,68 | 2      | Jordi Xuclà i Costa, Montserrat Surroca i Comas                       |
| Esquerra Republicana de Catalunya (ESQUERRA)                             | 44.030  | 13,42 | 1      | Francesc Canet i Coma                                                 |
| Partit Popular (PP)                                                      | 40.722  | 12,41 | 0      |                                                                       |
| Iniciativa per Catalunya Verds - Esquerra Unida i Alternativa (ICV-EUiA) | 10.727  | 3,27  | 0      |                                                                       |
| Altres                                                                   | 9.858   | 3,01  | 0      |                                                                       |
| Total                                                                    | 336.617 | 68,8  | 6      |                                                                       |

#### Lleida
Resultats de les eleccions del Congrés dels Diputats a Lleida
| Partits                                                                  | Vots    | %     | Escons | Diputats                                          |
| ------------------------------------------------------------------------ | ------- | ----- | ------ | ------------------------------------------------- |
| Partit dels Socialistes de Catalunya (PSC-PSOE)                          | 79.500  | 37,90 | 2      | Teresa Cunillera i Mestres, Fèlix Larrosa i Piqué |
| Convergència i Unió (CiU)                                                | 60.995  | 29,08 | 1      | Concepció Tarruella i Tomàs                       |
| Partit Popular (PP)                                                      | 32.129  | 15,32 | 1      | José Ignacio Llorens Torres                       |
| Esquerra Republicana de Catalunya (ESQUERRA)                             | 27.511  | 13,11 | 0      |                                                   |
| Iniciativa per Catalunya Verds - Esquerra Unida i Alternativa (ICV-EUiA) | 5.489   | 2,62  | 0      |                                                   |
| Altres                                                                   | 4.155   | 1,99  | 0      |                                                   |
| Total                                                                    | 215.046 | 69,0  | 4      |                                                   |

#### Tarragona
Resultats de les eleccions del Congrés dels Diputats a Tarragona
| Partits                                                                  | Vots    | %     | Escons | Diputats                                                                                       |
| ------------------------------------------------------------------------ | ------- | ----- | ------ | ---------------------------------------------------------------------------------------------- |
| Partit dels Socialistes de Catalunya (PSC-PSOE)                          | 169.246 | 45,54 | 4      | Francesc Vallès i Vives, Joan Ruiz i Carbonell, Lluïsa Lizarraga i Gisbert, Anton Ferré i Fons |
| Convergència i Unió (CiU)                                                | 79.601  | 21,42 | 1      | Jordi Jané i Guasch                                                                            |
| Partit Popular (PP)                                                      | 66.945  | 18,01 | 1      | Francesc Ricomà de Castellarnau                                                                |
| Esquerra Republicana de Catalunya (ESQUERRA)                             | 35.433  | 9,53  | 0      |                                                                                                |
| Iniciativa per Catalunya Verds - Esquerra Unida i Alternativa (ICV-EUiA) | 11.448  | 3,08  | 0      |                                                                                                |
| Altres                                                                   | 8.972   | 2,41  | 0      |                                                                                                |
| Total                                                                    | 379.635 | 69,9  | 6      |                                                                                                |

### País Valencià

#### Província d'Alacant
Resultats de les eleccions del Congrés dels Diputats a Alacant
| Partits                                        | Vots    | %     | Escons | Diputats |
| ---------------------------------------------- | ------- | ----- | ------ | --- |
| Partit Popular de la Comunitat Valenciana (PP) | 489.831 | 52,85 | 7      | Federico Trillo-Figueroa, Adelaida Pedrosa Roldán, Miguel Ignacio Peralta Viñes, Macarena Montesinos de Miguel, Francisco Vicente Murcia Barceló, Mercedes Alonso García (substituïda per Enriqueta Seller Roca de Togores el 6 d'octubre de 2008), Miguel Antonio Campoy Suárez (Substituït per Amparo Ferrando Sendra des del 26 de novembre de 2008) |
| Partit Socialista Obrer Espanyol (PSPV-PSOE)   | 384.156 | 41,45 | 6      | Bernat Sòria Escoms (Substituït per Vicenta Tortosa Ulloa des del 7 de novembre de 2009), Leire Pajín Iraola (Substituïda per José Guillermo Bernabeu Pastor des del 22 d'abril de 2008), Juana Serna Masiá, Carlos González Serna, Herick Manuel Campos Arteseros.                                                                                     |
| Esquerra Unida del País Valencià (EUPV)        | 21.087  | 2,28  | 0      | |
| Altres                                         | 31.704  | 3,40  | 0      | |
| Total                                          | 940.191 | 78,7  | 13     | |

#### Província de Castelló
Resultats de les eleccions del Congrés dels Diputats a Castelló
| Partits | Vots    | %     | Escons | Diputats |
| --- | ------- | ----- | ------ | --- |
| Partit Popular de la Comunitat Valenciana (PP)                                                                                   | 155.549 | 49,51 | 3      | Juan Costa Climent (Substituït per Carlos Daniel Murria Climent des del 15 de novembre de 2010), Andrea Fabra Fernández, Miguel Barrachina Ros |
| Partit Socialista Obrer Espanyol (PSPV-PSOE)                                                                                     | 140.304 | 44,66 | 2      | Jordi Sevilla Segura (Substituït per Susana Ros Martínez des de l'1 de setembre de 2009), Antonia García Valls                                 |
| Esquerra Unida del País Valencià (EUPV)                                                                                          | 6.635   | 2,11  | 0      | |
| Bloc Nacionalista Valencià-Iniciativa del Poble Valencià-Els Verds Esquerra Ecologista del País Valencià (BLOC-INICIATIVA-VERDS) | 3.223   | 1,03  | 0      | |
| Altres | 8.469   | 2,68  | 0      | |
| Total | 319.958 | 77,8  | 5      | |

#### Província de València
Resultats de les eleccions del Congrés dels Diputats a València
| Partits | Vots      | %     | Escons | Diputats |
| --- | --------- | ----- | ------ | --- |
| Partit Popular de la Comunitat Valenciana (PP)                                                                                   | 770.413   | 51,62 | 9      | Inmaculada Bañuls Ros, Susana Camarero Benítez, Maria José Català Verdet (Substituïda per Teresa García Sena des del 14 d'octubre de 2008), Vicente Ferrer Roselló, Ignacio Gil Lázaro, Esteban González Pons, José María Michavila Núñez (Substituït per Inmaculada Guaita Vañó des del 3 de setembre del 2009), Marta Torrado de Castro, Ignacio Uriarte Ayala |
| Partit Socialista Obrer Espanyol (PSPV-PSOE)                                                                                     | 599.954   | 40,20 | 7      | Ferran Bono Ara, Joan Calabuig Rull, Ciprià Císcar Casaban, María Teresa Fernández de la Vega Sanz, Carmen Montón Giménez, Inmaculada Rodríguez-Piñero Fernández (Substituïda per José Luis Ábalos Meco des del 19 d'abril de 2009), Josep Antoni Santamaría i Mateo                                                                                             |
| Esquerra Unida del País Valencià (EUPV)                                                                                          | 46.683    | 3,13  | 0      | |
| Bloc Nacionalista Valencià-Iniciativa del Poble Valencià-Els Verds Esquerra Ecologista del País Valencià (BLOC-INICIATIVA-VERDS) | 19.826    | 1,33  | 0      | |
| Unió, Progrés i Democràcia (UPiD)                                                                                                | 10.890    | 0,73  | 0      | |
| Altres | 32.508    | 2,20  | 0      | |
| Total | 1.502.871 | 79,1  | 16     | |

### Illes Balears
- José Manuel Bar Cendón (PSIB-PSOE)
- Enrique Fajarnés Ribas (PPB)
- Antoni Garcías Coll (PSIB-PSOE)
- Juan Carlos Grau Reinés (PPB)
- María Antonia Mercant Nadal (PPB)
- Miriam Muñoz Resta (PSIB-PSOE)
- Maria Gràcia Muñoz Salvà (PSIB-PSOE)
- María Salom Coll (PPB)

## Senadors

### Astúries
- Dorinda García García (PP)
- José Antonio Alonso García (PSOE)
- José Manuel Cuervo Fernández (PP)
- Carmen Sanjurjo González (PP)

### Catalunya

#### Barcelona
- Maite Arqué i Ferrer (Entesa Catalana de Progrés)
- Isidre Molas i Batllori (Entesa Catalana de Progrés)
- Jordi Guillot i Miravet (Entesa Catalana de Progrés)
- Montserrat Candini i Puig (CiU)

#### Girona
- Lluís Maria de Puig i Olivé (Entesa Catalana de Progrés)
- Miquel Bofill i Abelló (Entesa Catalana de Progrés)
- Maria Josefa Celaya i Armisen (Entesa Catalana de Progrés)
- Rosa Núria Aleixandre i Cerarols (CiU)

#### Lleida
- Josep Maria Batlle i Farran (Entesa Catalana de Progrés)
- Maria Burgués i Bargués (Entesa Catalana de Progrés)
- Josep Maria Esquerda i Segués (Entesa Catalana de Progrés)
- Ramon Alturo i Lloan (CiU)

#### Tarragona
- Josep Maldonado i Gili (CiU)
- Judit Alberich i Cano (Entesa Catalana de Progrés)
- Ramon Aleu i Jornet (Entesa Catalana de Progrés)
- Pere Muñoz i Hernández (Entesa Catalana de Progrés)

### País Valencià

#### Província d'Alacant
- Juan Pascual Azorín Soriano (PSPV-PSOE)
- Miriam Blasco Soto (PPCV)
- Miguel Ortiz Zaragoza (PPCV)
- Miguel Barceló Pérez (PPCV)

#### Província de Castelló
- Juan Bautista Cardona Prades (PSPV-PSOE)
- Araceli Peris Jarque (PPCV)
- Juan José Ortiz Pérez (PPCV)
- Manuel Guillermo Altava Lavall (PPCV)

#### Província de València
- Josep Maria Chiquillo Barber (PPCV)
- Carme Alborch Bataller (PSPV-PSOE)
- Pedro Agramunt Font de Mora (PPCV)
- Mª Ángeles Crespo Martínez (PPCV)

### Illes Balears

#### Mallorca
- Joan Fageda Aubert (PPB)
- Xavier Ramis Otazua (PSIB-PSOE)
- Joana Xamena Terrasa (PPB)

#### Menorca
- Artur Bagur Mercadal (PSIB-PSOE-EU-PSM-VERDS)

#### Eivissa-Formentera
- Pere Torres Torres (PSIB-PSOE)

### Euskadi

#### Àlaba
- Ramón Rabanera Rivacoba (PP)
- Miguel Ángel Urquiza González (PSE-EE)
- Yolanda Vicente González (PSE-EE)
- Francisco Javier Rojo García (PSE-EE)

#### Biscaia
- Iñaki Anasagasti Olabeaga (EAJ-PNB)
- Imanol Zubero Beascoechea (PSE-EE)
- Dimas Sañudo Aja (PSE-EE)
- Lentxu Rubial Cachorro (PSE-EE)

#### Gipúscoa
- Miren Lore Leanizbarrutia Bizkarralegorra (EAJ-PNB)
- José Luis Vallés Molero (PSE-EE)
- Izaskun Gómez Cermeño (PSE-EE)
- Francisco Buen Lacambra (PSE-EE)

### Galícia

#### La Corunya
- Francisco José Losada de Azpiazu (PSOE)
- Juan Manuel Juncal Rodríguez (PPG)
- María Jesús Sainz García (PPG)
- José Luis Ramón Torres Colomer (PPG)

#### Lugo
- José Manuel Barreiro Fernández (PPG)
- Luis Ángel Lago Lage (PSOE)
- Armando Castosa Alvariño (PPG)
- Mª del Carmen Gueimunde González (PPG)

#### Ourense
- Miguel Fidalgo Areda (PSOE)
- Mª del Carmen Leyte Coello (PPG)
- Miguel Ángel Pérez de Juan Romero (PPG)
- Amador Vázquez Vázquez (PPG)

#### Pontevedra
- José Manuel Cores Tourís (PPG)
- Corina Porro Martínez (PPG)
- Mª del Carmen Silva Rego (PSOE)
- Dolores Pan Vázquez (PPG)

### Navarra
- José Cruz Pérez Lapazaran (Unió del Poble Navarrès)
- José Ignacio Palacios Zuasti (Unió del Poble Navarrès)
- Francisco Javier Sanz Carramiñana (PSOE)
- Mar Caballero Martínez (Unió del Poble Navarrès)